# Tramwaje w Lugano

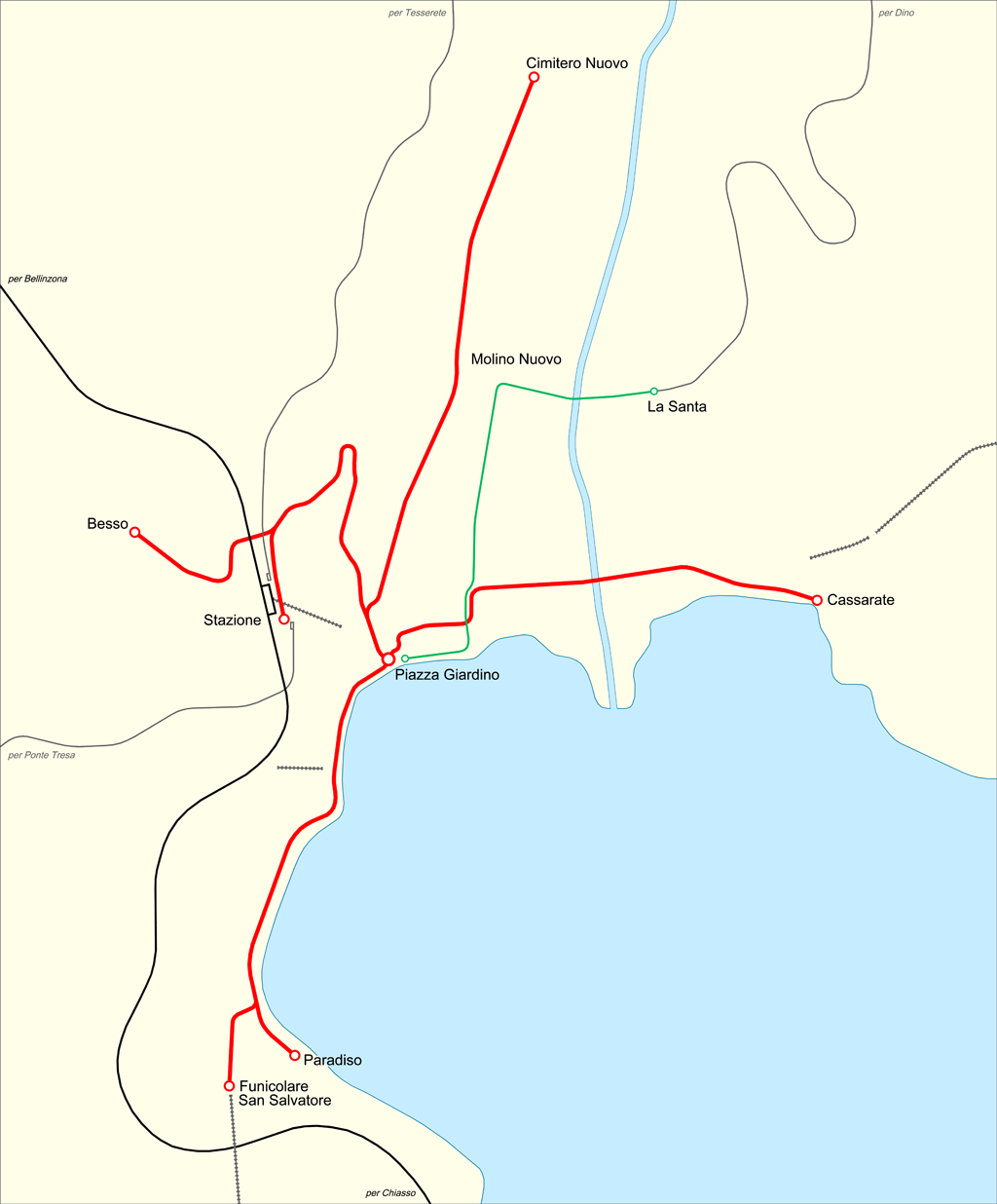
Schemat linii tramwajowych

Tramwaje w Lugano − zlikwidowany system komunikacji tramwajowej w szwajcarskim mieście Lugano, działający w latach 1896−1970.

## Historia

### Sieć historyczna
Pierwsze tramwaje w Lugano uruchomiono 1 czerwca 1896. W kolejnych latach sieć tramwajową rozbudowano i w 1937 osiągnęła długość 5,3 km. Operatorem sieci była spółka Tramvie elettriche comunali di Lugano (TCL). W 1910 zakupiono 10 nowych tramwajów, które zastąpiły dotychczas używane. Wraz z nowymi tramwajami zmieniono napięcie w sieci z 400 V na 1000 V. 21 listopada 1911 otwarto podmiejską linię tramwajową na trasie: Lugano - La Santa - Cadro-Dino. Operatorem linii była spółka Ferrovia Lugano-Cadro-Dino (LCD). W czasie II wojny światowej uruchomiono trolejbusy, które zaczęły zastępować tramwaje. Ostatnią linię miejską zlikwidowano 16 grudnia 1959, którą zastąpiły trolejbusy. Linię podmiejską zamknięto 30 maja 1970 i zastąpiono autobusami. 

### Sieć planowana
W 2005 rozpoczęto prace nad studium wykonalności budowy sieci tramwajowej. Obecnie w planach jest budowa 4 linii tramwajowych:
- Bioggio − centrum Lugano
- Molinazzo − Manno − dworzec kolejowy Lamone
- centrum Lugano − Campo Marzio − Cornaredo i Nuovo Quartiere Cornaredo
- Lugano − Paradiso − Fornaci − Pian Scairolo

W pierwszej kolejności mają zostać zbudowane linie:
- Bioggio − centrum Lugano
- Molinazzo − Manno (1,9 km)

Budowa ma rozpocząć się w 2016, a zakończyć w 2023. Pierwszy etap ma kosztować około 270 mln CHF. Większość tej kwoty pójdzie na budowę tunelu w pobliżu dworca kolejowego.